# Rhiannon (chanson)
Singles de Fleetwood Mac
Over My Head
(1975) Say You Love Me
(1976)
Rhiannon (ou Rhiannon (Will You Ever Win)) est une chanson du groupe de rock américano-britannique Fleetwood Mac. C'est la chanson-titre de leur dixième album studio, Fleetwood Mac, sorti chez Reprise Records en 1975,. Elle est aussi sortie en single (aux États-Unis, en février de l'année suivante, 1976).
Aux États-Unis, la chanson a atteint la 11e place du Hot 100 de Billboard, passant en tout 18 semaines dans le chart,. (Elle a débuté à la 89e place du Billboard Hot 100 dans la semaine du 6 mars 1976 et atteint la 11e place pour deux semaines, celles du 5 et du 12 juin.)
Au Royaume-Uni, la chanson a atteint la 46e place en 1978. (Elle débute à la 46e place du hit-parade des singles dans la semaine du 5 au 11 mars 1978 et reste encore deux semaines à cette position.)
En 2004, Rolling Stone a classé cette chanson, dans la version originale de Fleetwood Mac, 488e sur sa liste des « 500 plus grandes chansons de tous les temps ». (En 2010, le magazine rock américain a mis à jour sa liste, et la chanson ne figure plus là-dessus.)

## Composition
La chanson est écrite par Stevie Nicks, qui en est la chanteuse principale.
Elle a écrit cette chanson après avoir trouvé ce nom dans un roman de Mary Leader, sans connaître la légende Mabinogi de Rhiannon.
Dans les années 1970, elle l'introduisait en concert en disant que « c'est une chanson sur une sorcière galloise ».
Une première version, avec des paroles différentes, était parue sur l'album Buckingham-Nicks de 1973, sous le titre de ''Long Distance Winner''.